# مولتن کورپوریشن
شرکت مولتن (انگلیسی: Molten Corporation) شرکت تجهیزات ورزشی ژاپنی است، که در سال ۱۹۵۸ تأسیس شد.
مولتن بیشتر برای تولید توپ و طیف وسیعی از محصولات برای چندین ورزش تیمی که شامل فوتبال آمریکایی، فوتبال، بسکتبال، داژبال(وسطی)، هندبال و والیبال است، شناخته شده است. قابل ذکر است که توپ های بسکتبال مولتن توپ های رسمی برای تمام مسابقات فیبا(FIBA) در سراسر جهان، و لیگ های داخلی متعدد خارج از آمریکای شمالی هستند.

مولتن همچنین تولید کننده رسمی برای والیبال ایالات متحده آمریکا و مسابقات قهرمانی مردان و زنان NCAA است.